# Orientare subacvatică
Orientarea subacvatică este un sport relativ nou practicat sub apă, sportivii folosind aparat autonom de respirat sub apă la care sunt aduse unele modificări și navighează sub apă urmând un anumit traseu prin utilizarea unei busole submersibile. Competițiile de orientare subacvatică sunt organizate în lacuri sau mare. 

Probele de orientare subacvatică pot cuprinde ca obiective parcurgerea unor anumite distanțe după indicațiile busolei subacvatice, parcurgerea unor trasee dinainte stabilite, găsirea unor anumite repere etc.

## Istoric
Ideea sportului de orientare subacvatică a venit din fosta U.R.S.S. unde la sfârșitul anilor 1950 se organizau deja unele competiții. Primele concursuri din Europa au fost organizate în anul 1961 în Italia (la Angera pe lacul Maggiore) și în 1962 în Austria pe lacul Wörther, iar prima competiție internațională mai importantă a avut loc în Crimeea în 1965 cu participanți din U.R.S.S., Bulgaria, Ungaria, Italia și Austria.
Italia a găzduit prima ediție de Campionat European de orientare subacvatică în anul 1967, la Angera pe Lacul Maggiore, unde au participat 10 echipe. Câștigătorii în competițiile destinate echipelor au fost U.R.S.S. urmați de Italia și Elveția, iar la probele individuale de concurenți din Austria și U.R.S.S.
Primul Campionat Mondial sub egida CMAS a avut loc în Iugoslavia în 1973 și a atras 150 sportivi din 15 țări.
Până în anul 1969 principalul factor decisiv al concursului a fost precizia, iar la Adunarea Generală CMAS din  Monaco din același an, la propunerea U.R.S.S. este introdus și factorul de viteză sub forma unui tabel cu punctaj.  
Traseul în cinci puncte este introdus pentru prima dată la concursul din Crimeea în anul 1968 și cel în formă de stea în 1987.

## Echipament
Echipamentul folosit în orientarea subacvatică este alcătuit din mască, labe de înot, aparat autonom de respirat sub apă cu detentor și butelie încărcată cu aer comprimat, profundimetru, busolă submersibilă și o baliză semnalizatoare cu o frânghie cu lungimea minimă de 3m pentru a se observa de la suprafață, dintr-o ambarcațiune, progresul sub apă al participanților. 

Sportivii mai poartă cu ei o plăcuță de scris sub apă pe care este scris traseul care trebuie urmat sub apă.

## Regulament

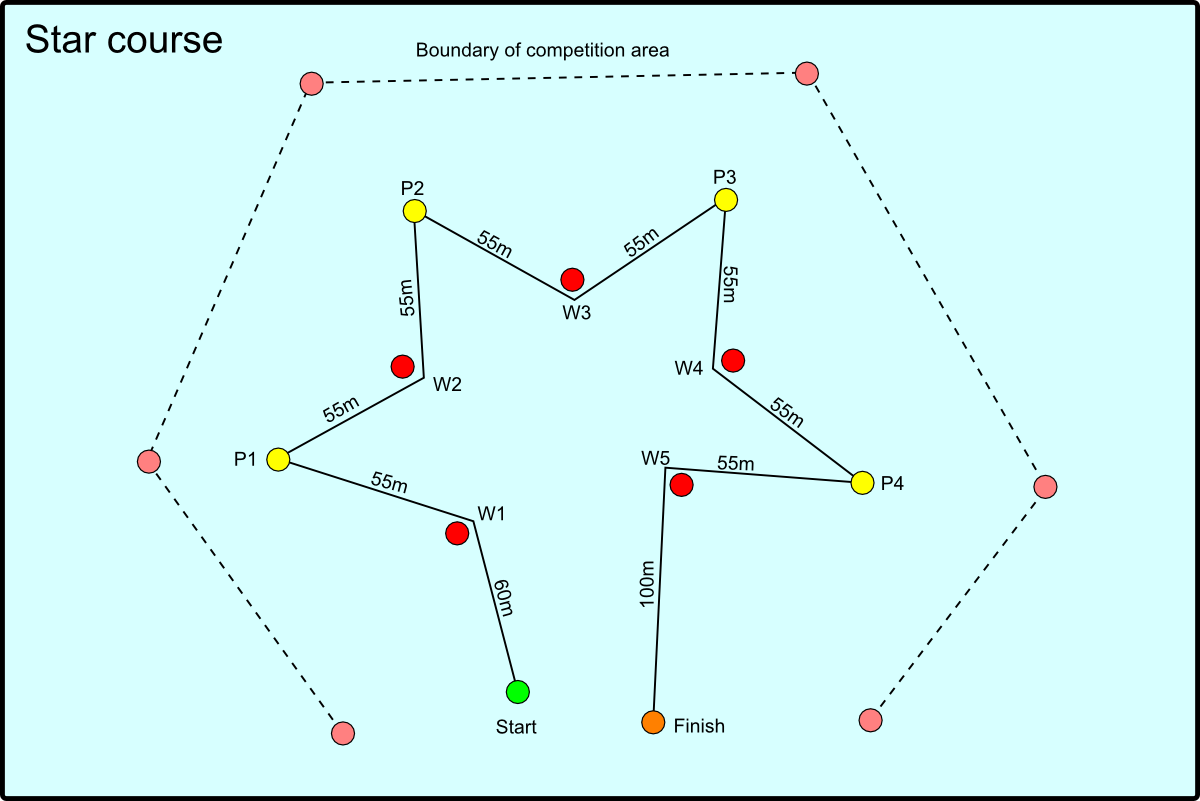
Traseul în stea

Concursurile de orientare subacvatică se desfășoară într-o zonă de apă cu adâncimea minimă de 3 metri și vizibilitatea de minim 1m. 
Există 3 tipuri de bază de concurs individual și una pe echipe:
- traseu în M: concurenții trebuie să parcurgă un traseu format din trei balize într-o anumită perioadă de timp;
- traseu cu 5 puncte: localizarea a cinci obiecte într-o anumită ordine și perioadă de timp
- traseu stea: parcurgerea și găsirea traseului corect alcătuit din mai multe balize
- competiția pe echipe[2]

## Competiții
Competițiile de orientare subacvatică se desfășoară la nivel de campionate europene, campionate mondiale și cupă mondială.
Campionatele Mondiale au loc la fiecare 2 ani, intercalate cu campionatele europene. În țările cu largă popularitate există numeroase competiții pe plan local.
În anul 1970 datorită popularității crescânde și a numărului mare de competiții internaționale de orientare subacvatică ce se desfășurau în Europa, s-a hotărât desfășurarea acestora într-o singură cupă europeană. 
Ca urmare a participării și a unor sportivi din Africa de Sud la ediții ale Cupei Europei, începînd cu anul 1989 s-a convenit a se schimba Cupa Europei în Cupa Mondială.